# Acacia ampeloclada
Acacia ampeloclada är en ärtväxtart som beskrevs av Henry Hurd Rusby. Acacia ampeloclada ingår i släktet akacior, och familjen ärtväxter. Inga underarter finns listade i Catalogue of Life.